# Sofia av Preussen (hertiginna av Kurland)

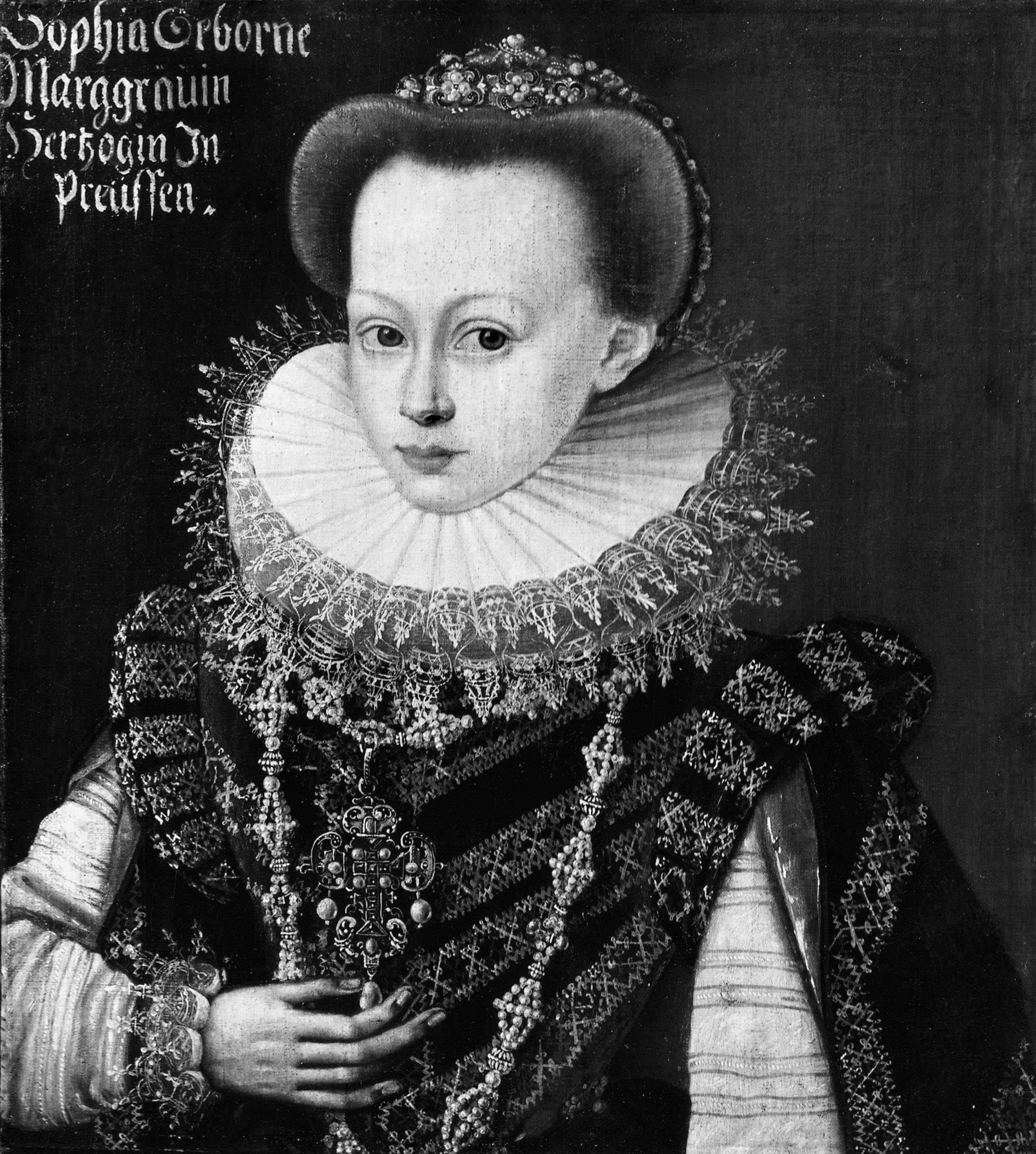
Sofia av Preussen

Sofia av Preussen, född 1582, död 1610, var en hertiginna av Kurland, gift 1609 med hertig Wilhelm Kettler av Kurland.
Sofia var dotter till Albrekt Fredrik av Preussen och Maria Eleonora av Kleve.